# Jan Matejko
Jan Alojzy Matejko (24. června 1838 Krakov – 1. listopadu 1893 Krakov) byl nejslavnější polský malíř, tvůrce monumentálních obrazů s historickou tematikou a bitevních scén. Jako datum jeho narození je často chybně udáván 24. červen. Malíř sám tvrdil, že se narodil 30. července.

## Rodina a dětství
Matejkovi prarodiče byli čeští zemědělci v Roudnici u Hradce Králové. Otec František Xaver Matějka byl rodákem z Hradce Králové[zdroj?] a v Haliči působil jako vychovatel a učitel hudby. Zpočátku pracoval u rodiny Wodzických v Koscielnikách (dnes součást Nové Huty) a později se přestěhoval do Krakova, kde uzavřel manželství s Kateřinou Rosbergovou, pocházející z polsko-německé rodiny zámožných sedláků.
Jan byl jejich devátým dítětem z celkem jedenácti. Již od raného dětství projevoval nevšední výtvarné nadání, což mu umožnilo postup do vyšších tříd, jelikož v téměř všech ostatních předmětech propadal. Nikdy se nenaučil žádný cizí jazyk a těžce bojoval i s polštinou.[zdroj?]

## Malířská tvorba
V mládí prožil ostřelování Krakova Rakušany v roce 1848 a také byl svědkem Lednového povstání (1863-64), které podporoval finančně. Vlivem těchto národních tragédií se začal věnovat historické malbě místo dosavadní církevní tvorby. Často umisťoval na svých plátnech osoby, které se ve skutečnosti dané události neúčastnily (např. Hugo Kollataj a generál J. Wodzicki na obrazu Bitwa u Racławic), nešlo mu však o přesné zmapování historie, ale o symbolicko-filozofické působení díla a edukační účinek.

## Soukromý život
V roce 1864 se oženil s Teodorou roz. Giebultowskou, s kterou měl pět dětí: Beatu, Helenu, Tadeáše a Jiřího. Poslední Regina zemřela v kojeneckém věku. Žena mu byla inspirací a modelem k četným dílům (např. královna Bona Sforza v „Pruském holdu“). Ještě za života si vydobyl svou tvorbou celonárodní uznání, a stal se všeobecně uznávaným klasikem. Stal se však i slavným celosvětově (zejména úspěšné byly výstavy v Paříži). On sám unikal pozornosti veřejnosti a osobní účast na oficiálních společenských událostech byla pro něho značně stresující. V domě, kde Matejko v Krakově bydlel je dnes Matejkovo muzeum. Byl prvním rektorem Výtvarné akademie v Krakově. Z jeho žáků jsou nejslavnější Jacek Malczewski, Stanisław Wyspiański, Józef Mehoffer a Maurycy Gottlieb.
Matejko je pohřben v čestné aleji rakowického hřbitova v Krakově.

## Nejznámější díla
- Stańczyk (1862)
- Skargovo kázání (1864)
- Polonia, rok 1863 (1864, 1879)
- Stefan Batory u Pskova (1872)
- Astronom Kopernik aneb rozmluva s Bohem (1872)
- Zavěšení zvonu Zikmund (1874)
- Bitva u Grunvaldu (1878)
- Pruský hold (1882)
- Jan Sobieski u Vídně (1883)
- Wernyhora (1883–1884)
- Bitva u Raclavic (1888)
- Přijetí křesťanství (1889)
- Cyklus Dějiny civilizace v Polsku (1888)

## Galerie

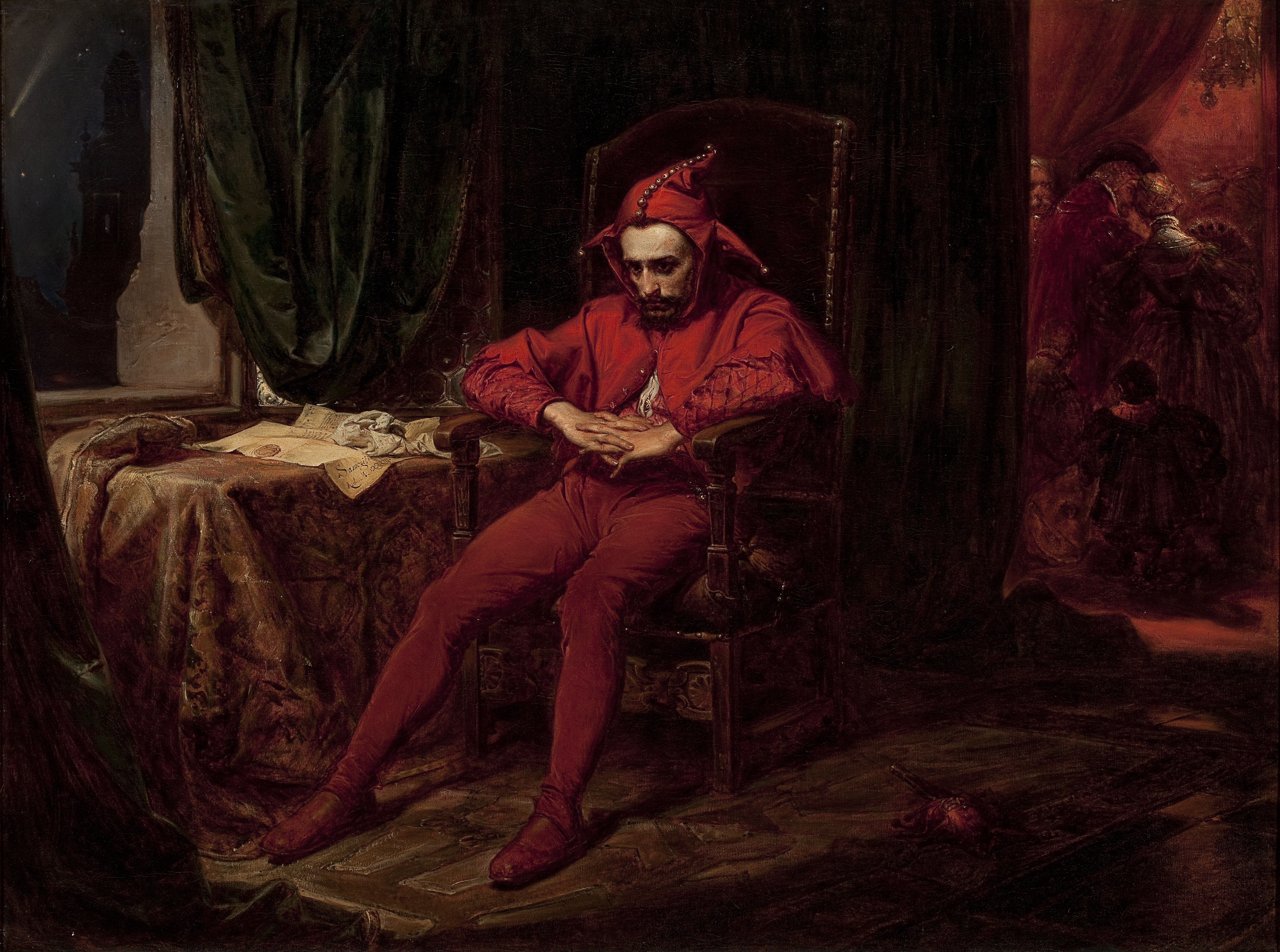
Stańczyk (1862)
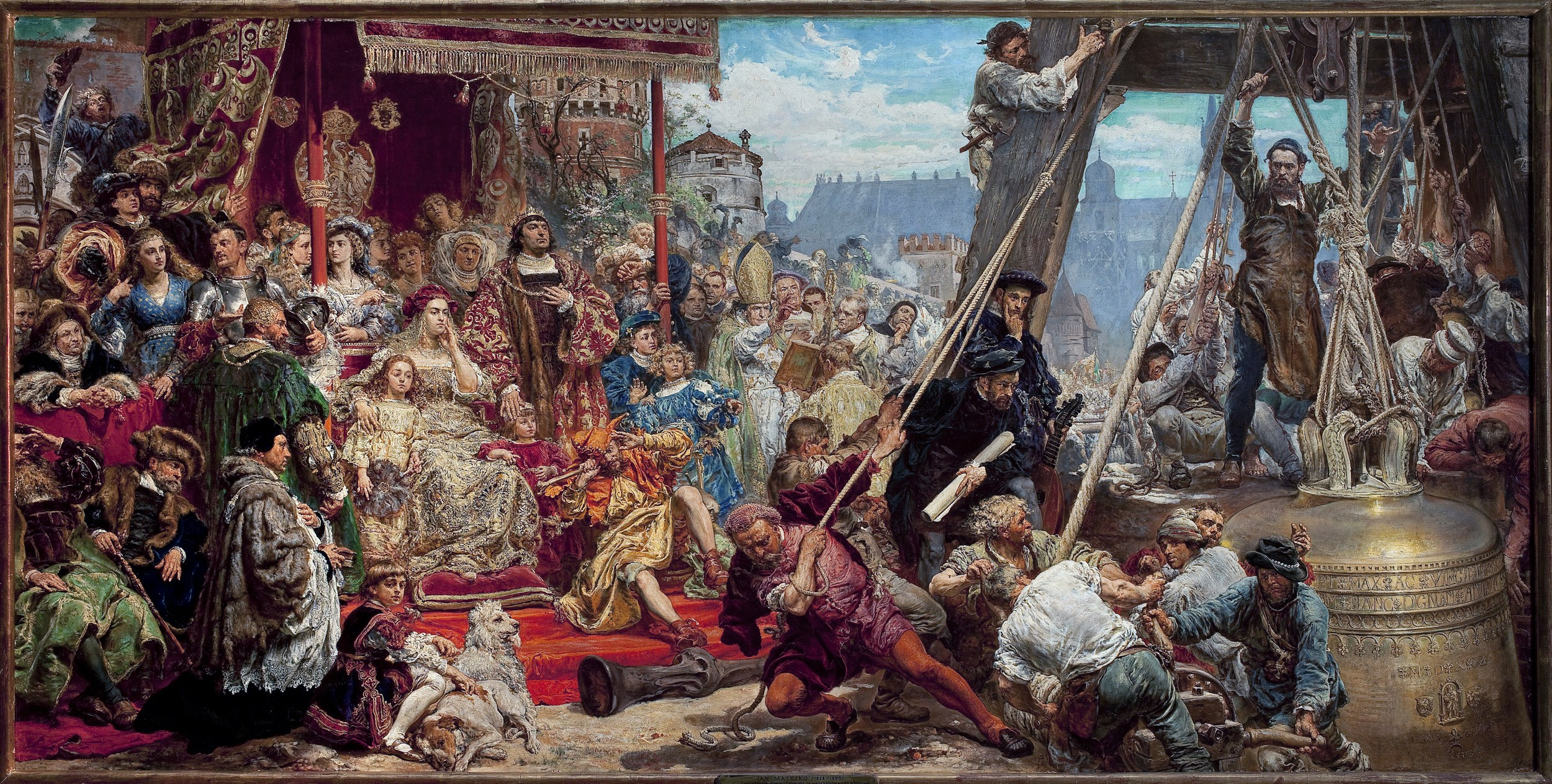
Zavěšení zvonu Zikmund (1874)
Bitva u Grunwaldu
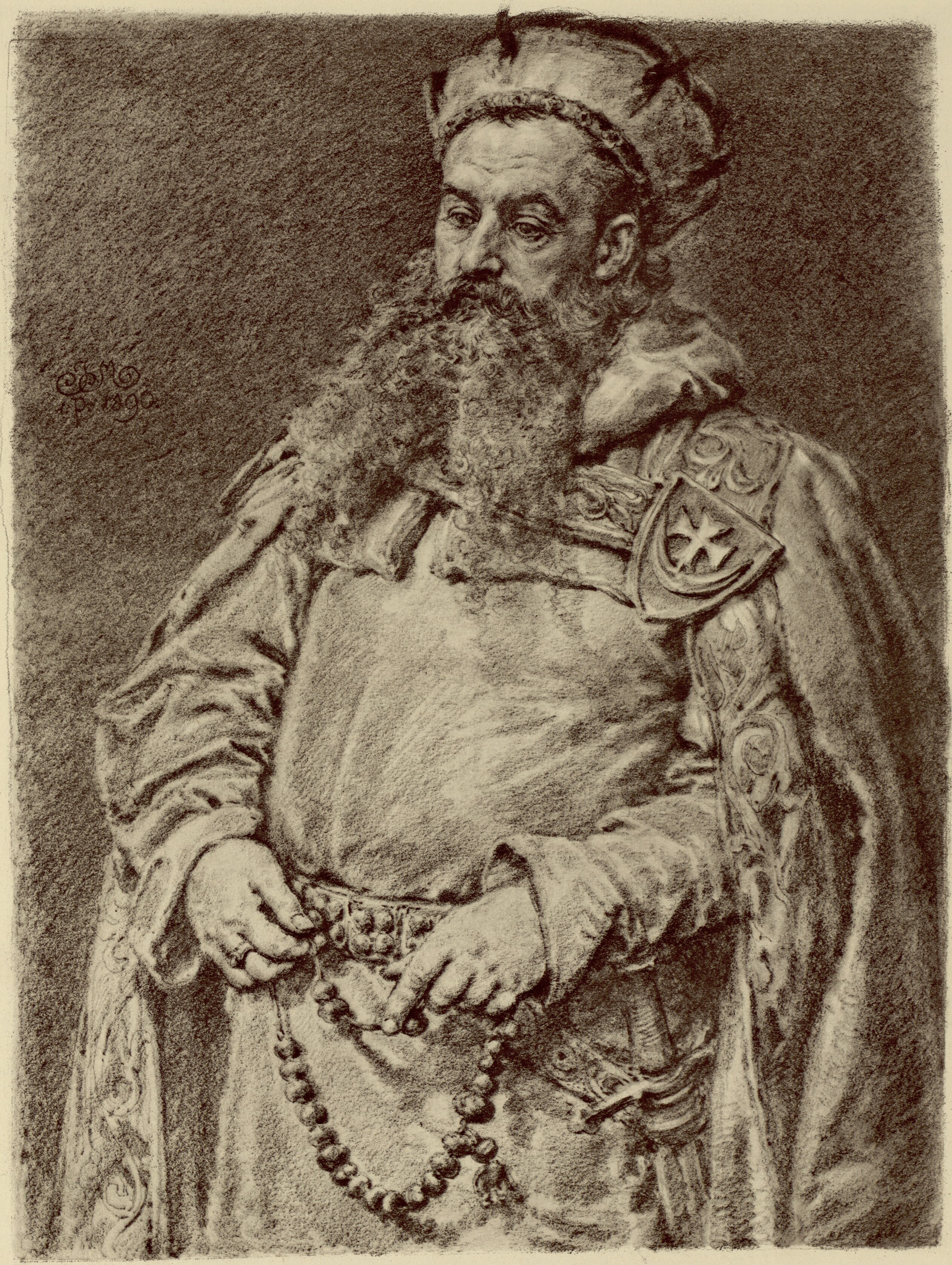
polský kníže Jindřich I. Bradatý
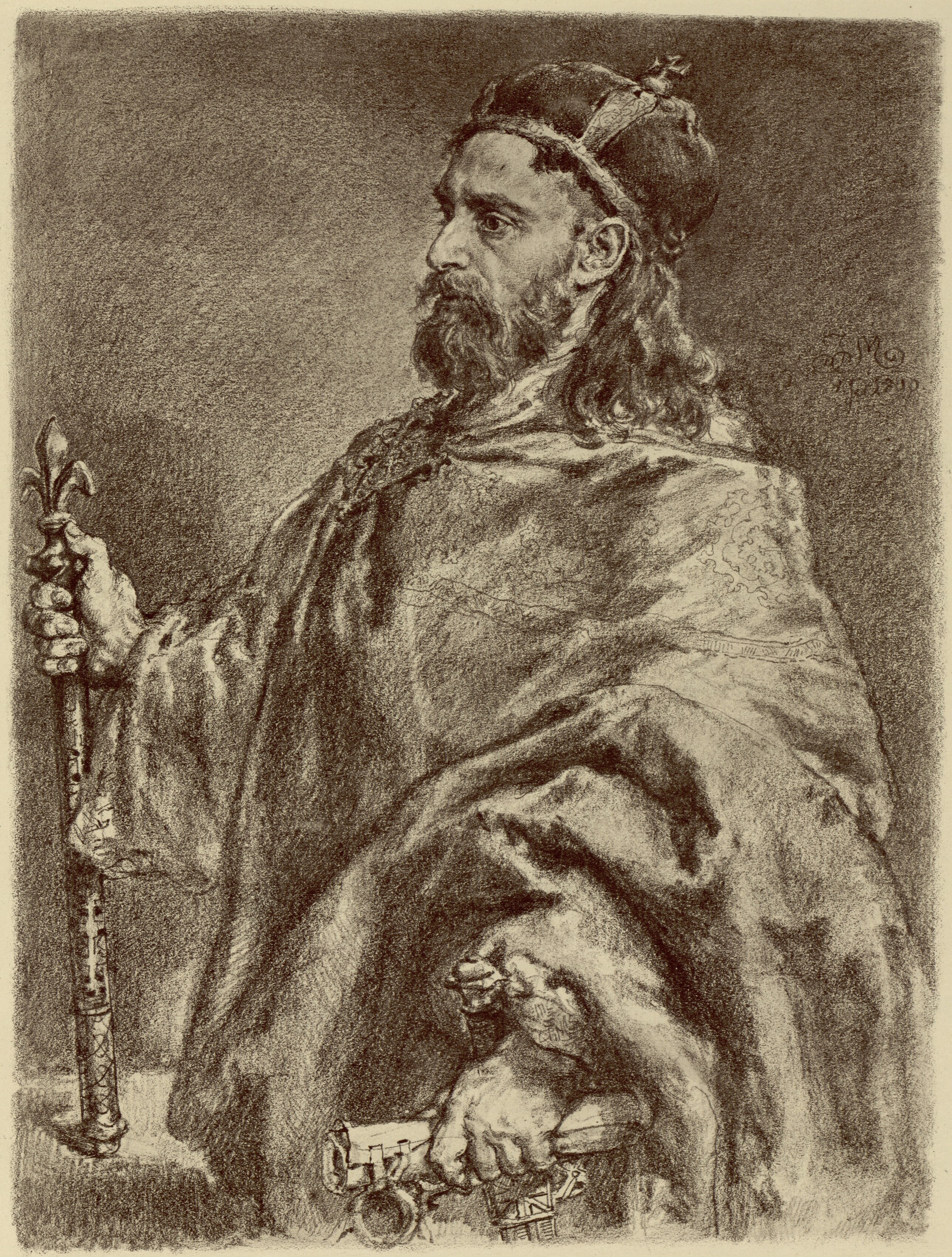
polský kníže Vladislav I. Herman
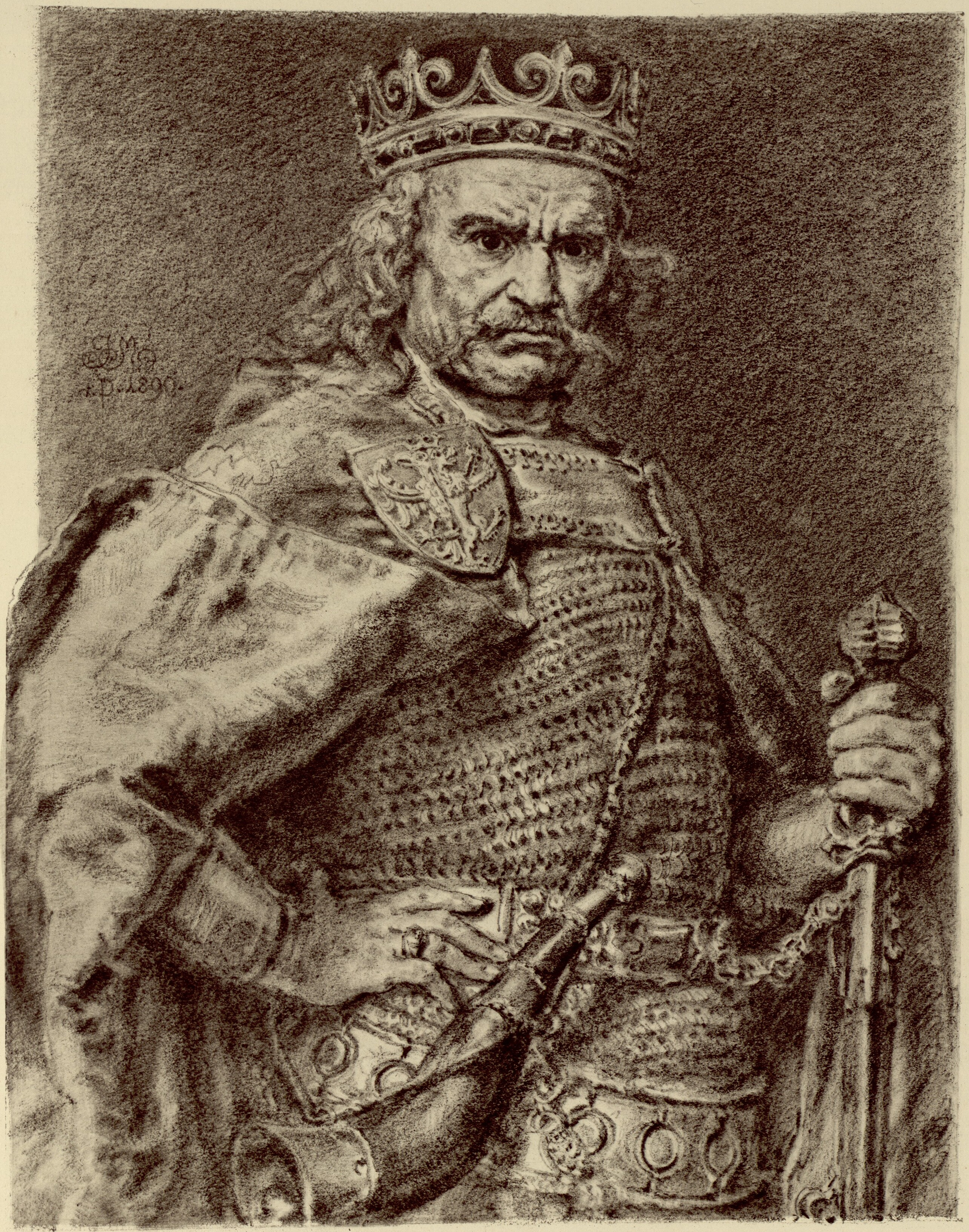
polský král Vladislav I. Lokýtek
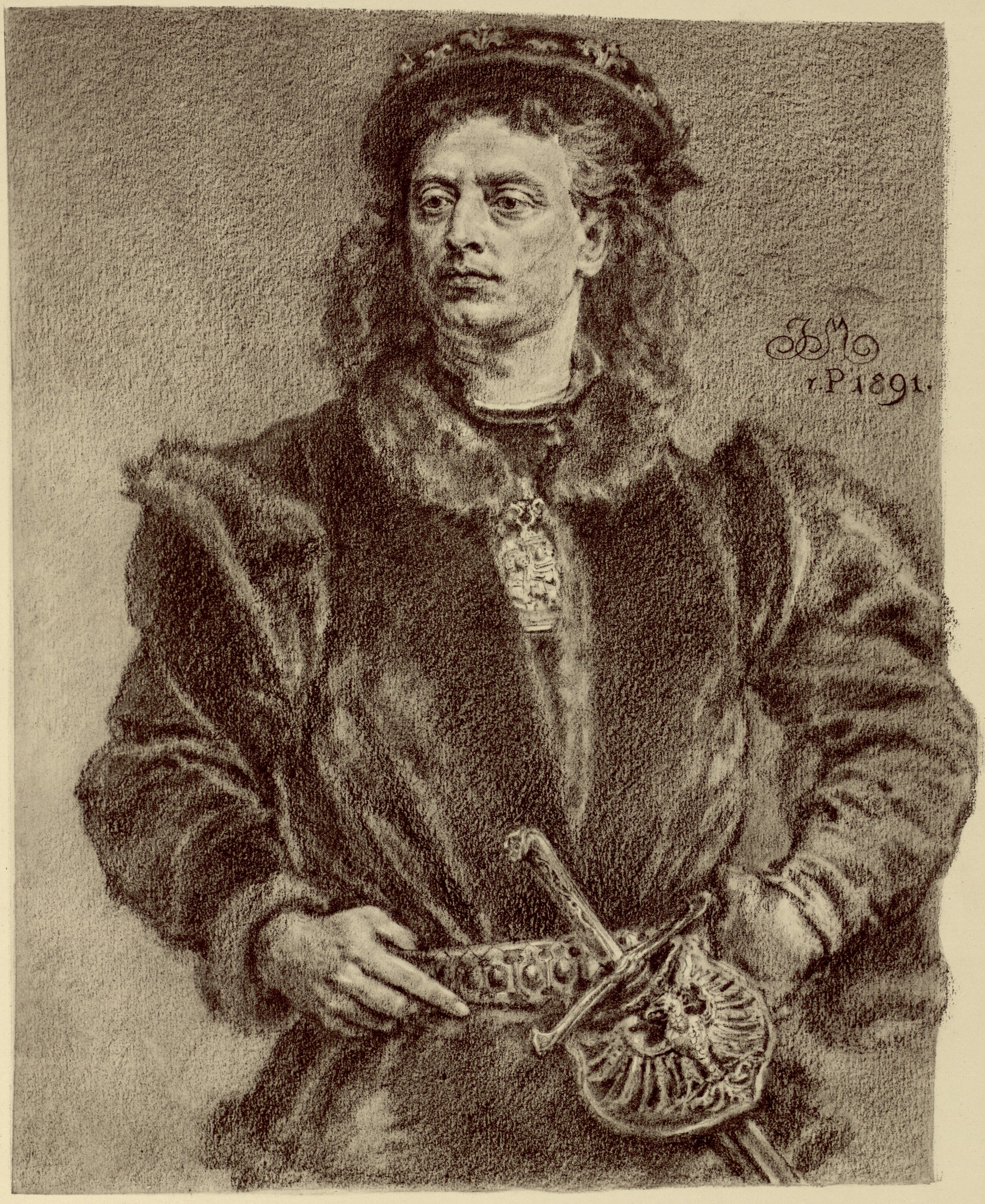
polský král Jan I. Olbracht
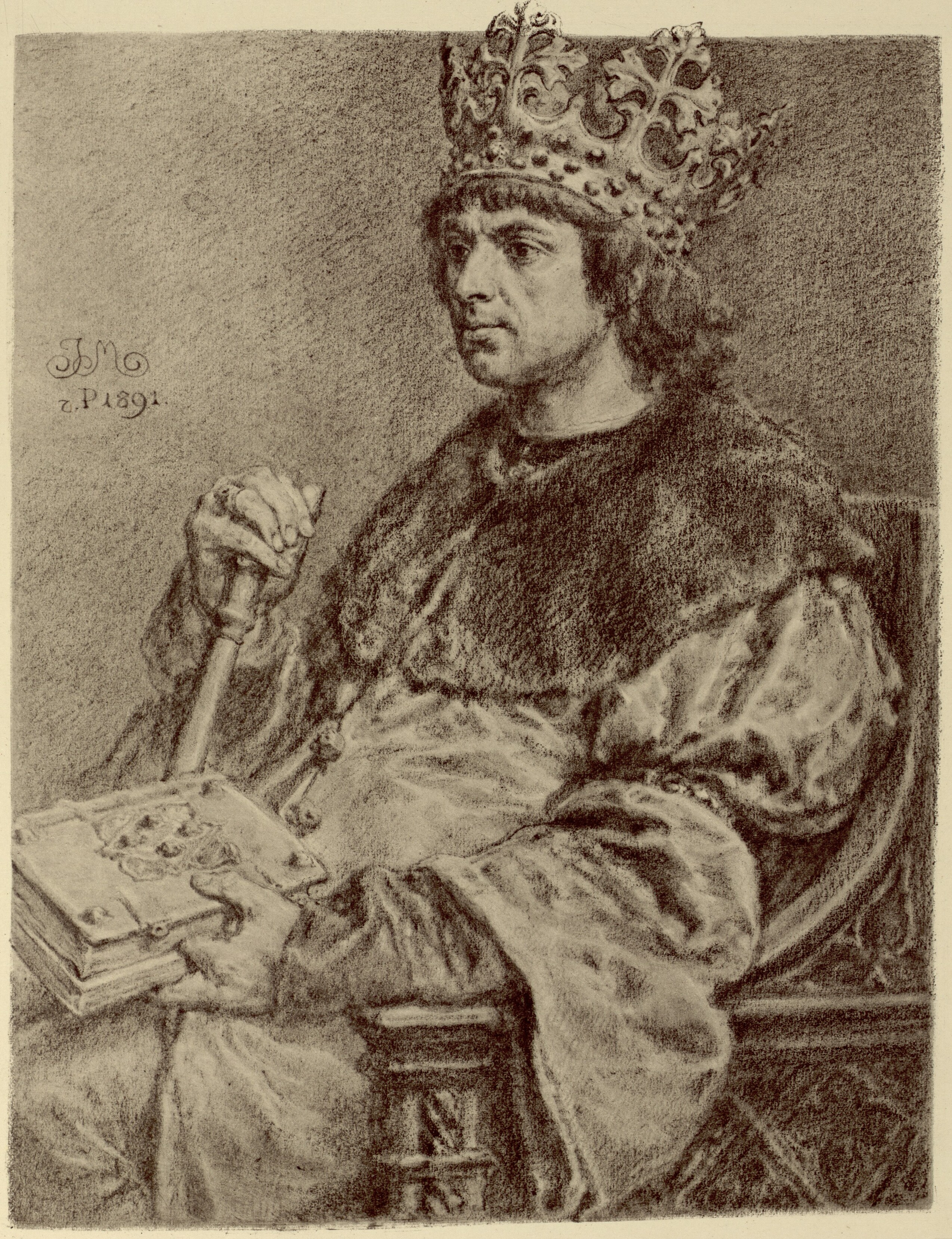
polský král Alexandr Jagellonský
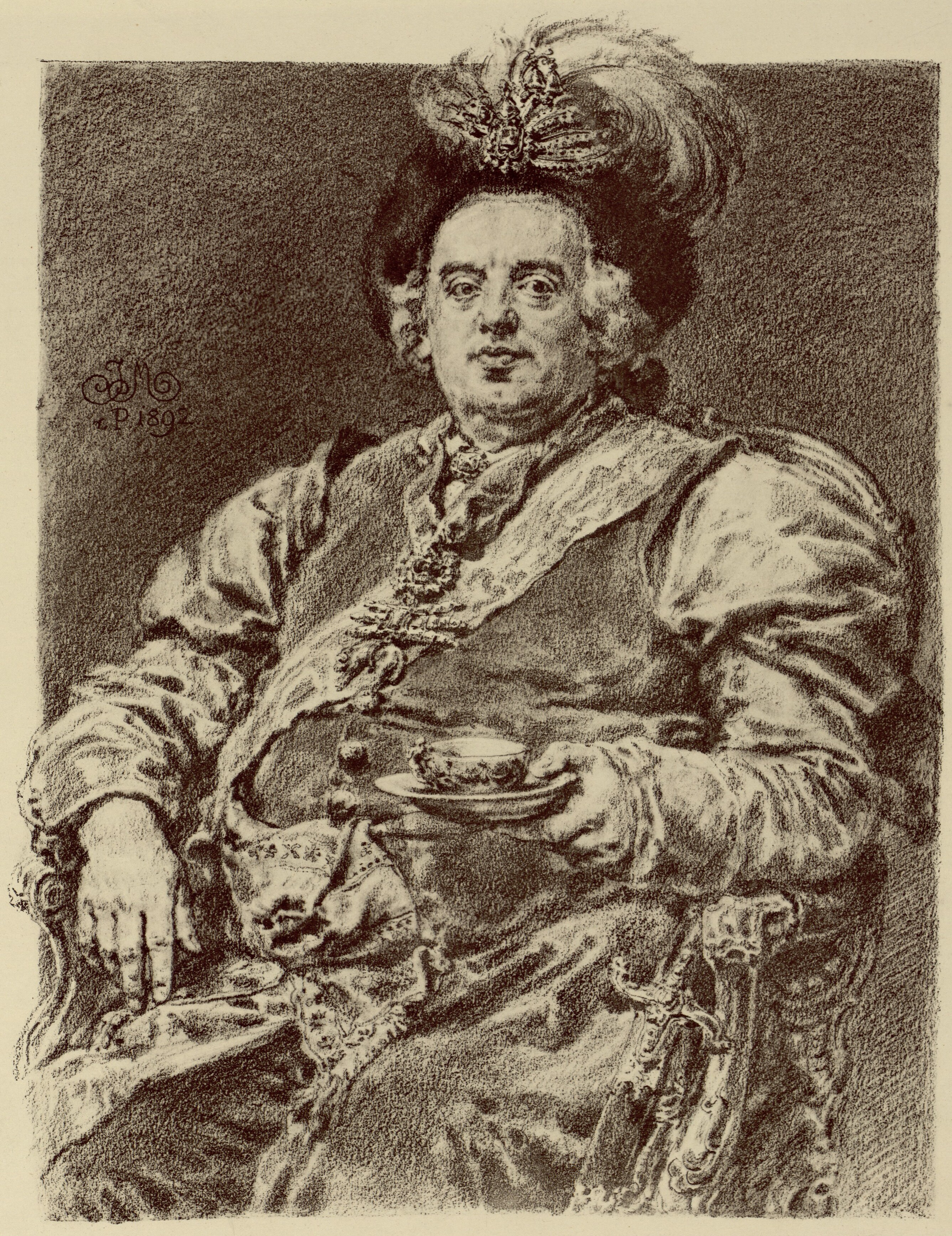
polský král August III. Polský
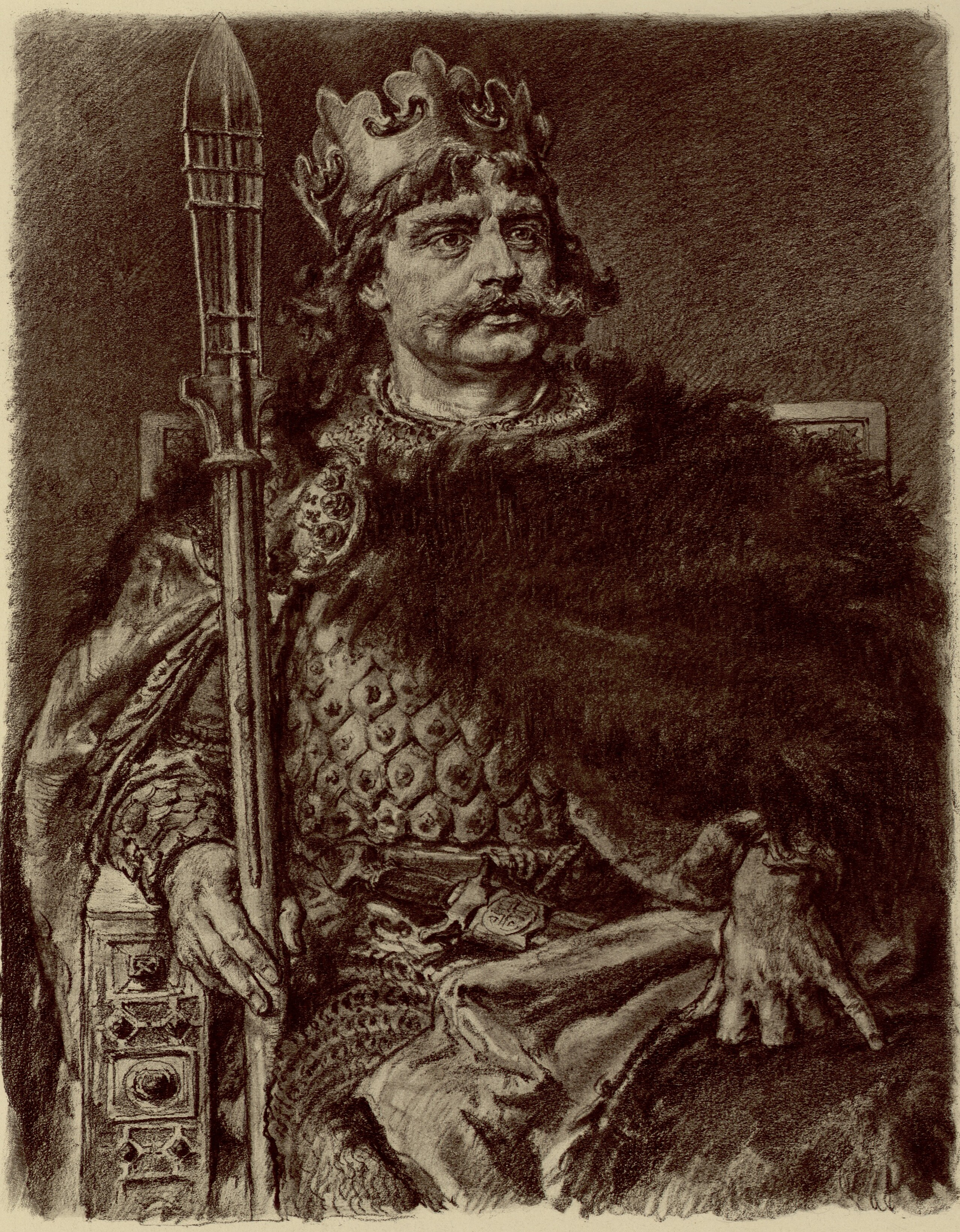
polský král Boleslav I. Chrabrý
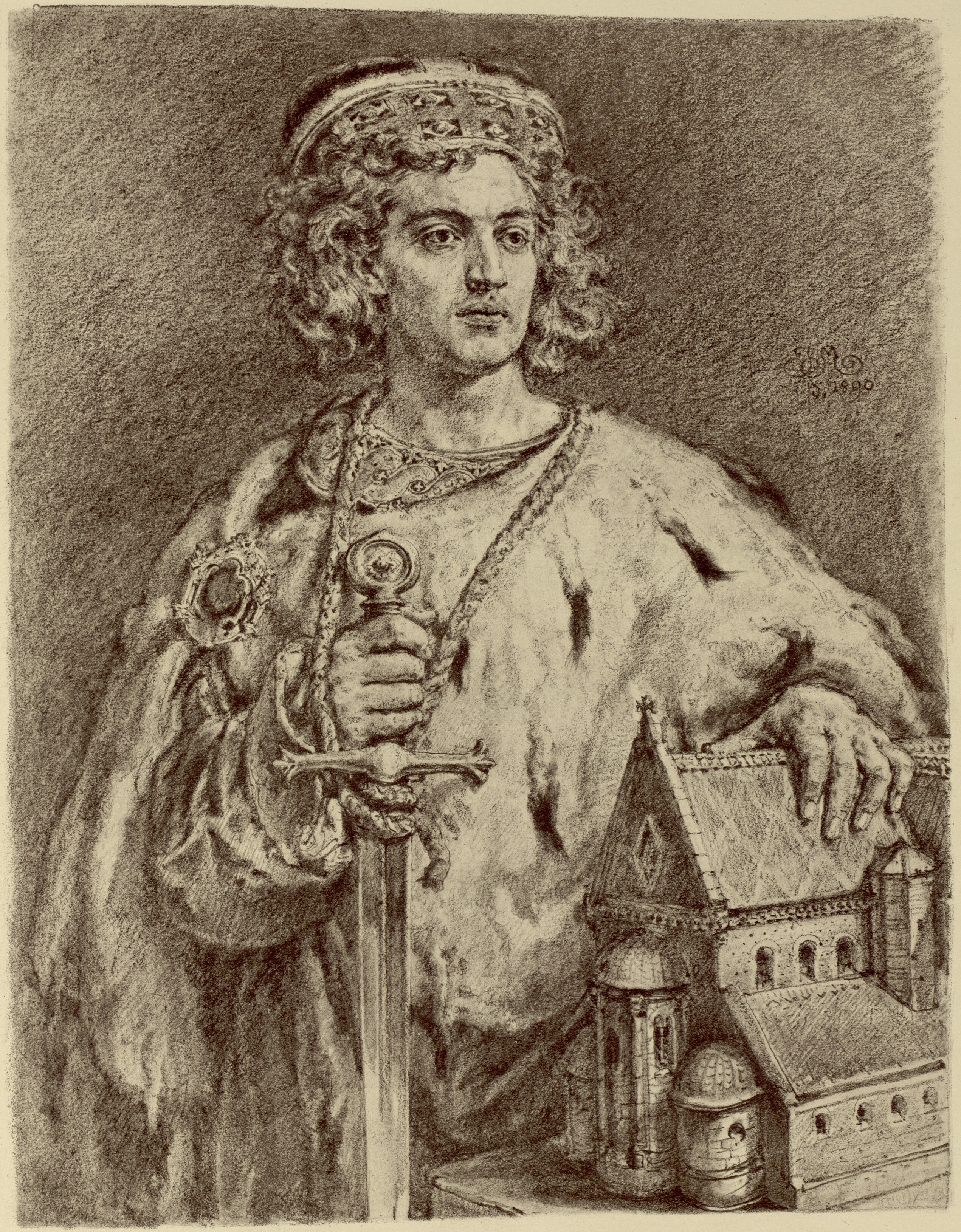
polský kníže Boleslav IV. Kadeřavý